# Шкєлетор
Unity Tower, просторіччі Шкєлетор (пол. Szkieletor), або будинок NOT (пол. Naczelna Organizacja Techniczna — головна технічна організація)  — недобудований хмарочос у Кракові (Польща).

## Назва
Своєю першою назвою NOT будівля завдячує замовнику її спорудження, головній технічній організації Польщі. Згодом, коли спорудження хмарочосу зупинилось на тривалий час, за свій зовнішній вигляд він отримав свою другу назву - Шкєлетор, тому що був схожий на лиходія з мультиплікаціонного серіалу "Хі-Мен і володарі всесвіту" , котрий був популярний в Польщі в той час.
У 1968 році було оголошено конкурс на розробку проекту будівництва NOT-у, в якому перемогла пропозиція групи під керівництвом Здзіслава Аркта. Будівництво вежі висотою 92 метрів почалося в 1975 році, підрядником по проекту виступила компанія Mostostal. 24-поверховий каркас був побудований протягом чотирьох років. На перших двох поверхах будівлі планувалось розмістити конгрес-хол на 500 осіб, а також заклади харчування та обслуговування. Поверхи з 3 по 14 згідно проекту відводились під адміністративні офіси та навчальні приміщення, об'єднанні єдиною аудіо-візуальною системою з конференц-залом; 15-16 поверхи планувалось використовувати як кафе з терасою, решту ж поверхів мав займати готель. У підземній частині NOT-у мав бути підземний паркінг на 154 автомобілі.
У 1979 році будівництво було зупинено через нестачу коштів. Незважаючи на численні ідеї та проекти, на сьогоднішній день NOT як одна з найвищих будівель в Кракові є незавершеною.

## Використання

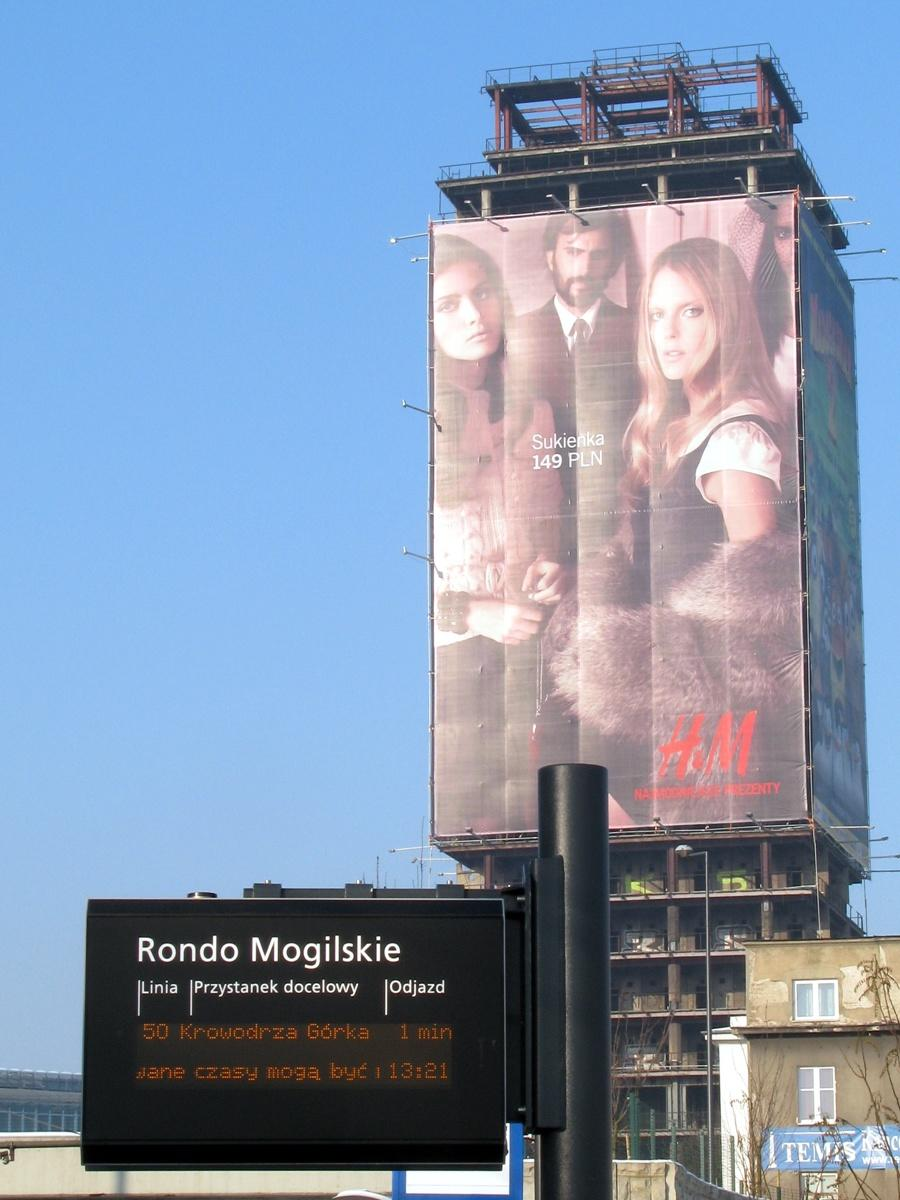
Використання Шкєлетору для розміщення на його фасаді рекламних банерів, 2009 рік

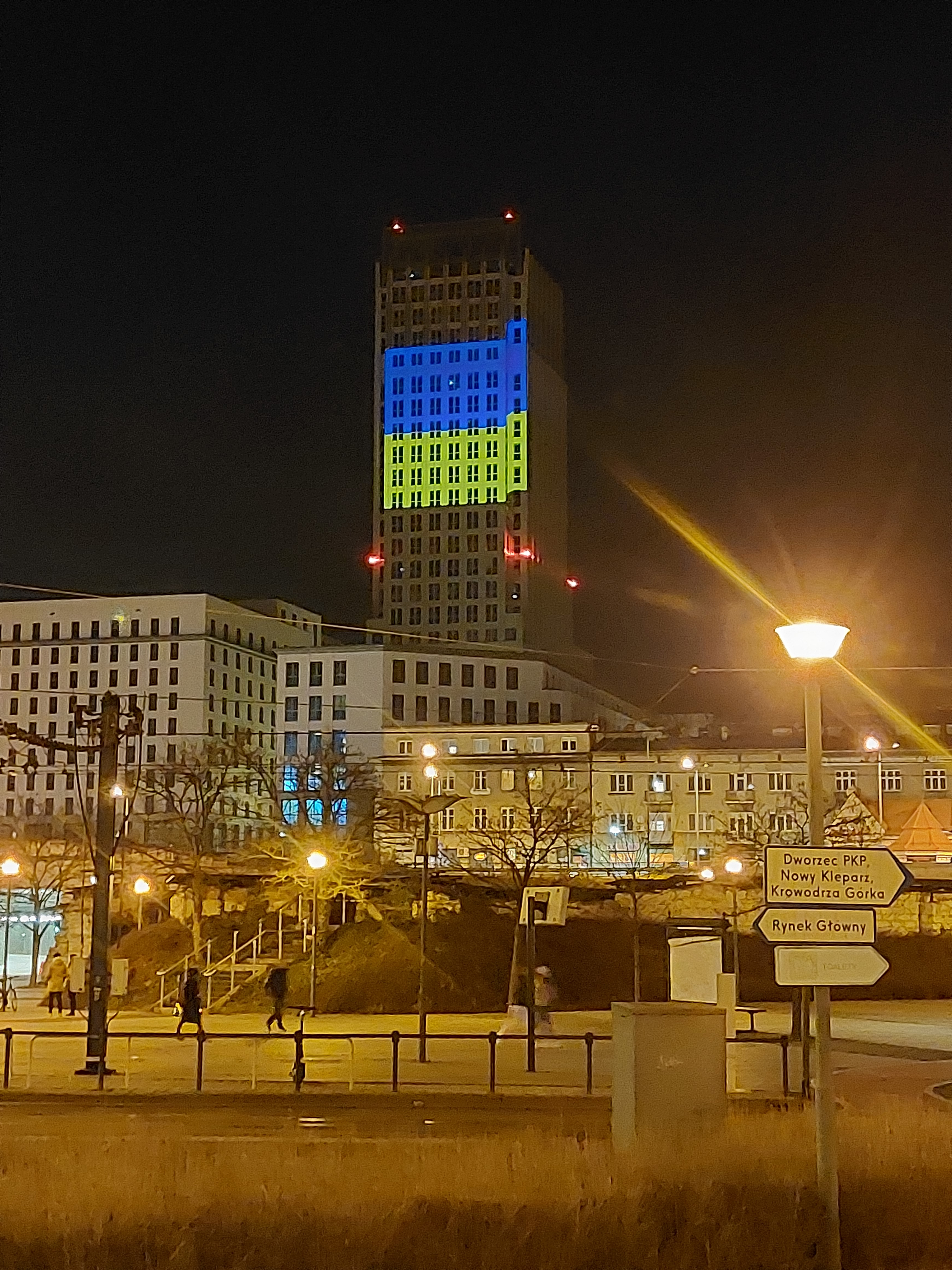
У кольорах українського прапора в знак солідарності після російської інвазії

Шкєлетор в нинішній час використовується як для розміщення на його фасаді рекламних банерів. Також в будівлі у 2010 році проходили зйомки документального фільму «Декларація безсмертя» про польського альпініста Пйотра «Шаленого» Корчака.

## Спроби добудови
У 80-х роках ХХ століття були плани використання недобудованого Шкєлетору для задоволення потреб у житлі співробітників сталеливарного заводу Нова Гута. У 90-і роки будівлею зацікавилась велика міжнародна готельна мережа, але через невизначену на той час правову ситуацію з продажем землі, не змогла її придбати. У 2004 році британська компанія «Medinbrand Limited» планувала знести Шкєлетор та збудувати на його місці два житлових будинки. Але і ця спроба закінчилася невдачею.
У серпні 2005 року будівлю та прилеглу земельну ділянку було виставлено на продаж знову. Після декількох невдалих конкурсів, «Węglozbyt» (колишній власник) продав права на нерухомість за 30 млн.злотих консорціуму «Treimorfa Project sp. z o.o.», більша частка якого належала «Verity Development Sp. z o.o.» (польський девелопер зі штаб-квартирою у Вроцлаві), іншим партнером виступала місцева компанія «GD&K Group». Нові власники мали намір збільшити висоту будівлі з існуючих 92 до 130 метрів. До роботи над проектом вони залучили відомого німецького архітектора Ханса Коллхоффа. Реконструкцію планувалось закінчити до старту Євро-2012. Проте влада міста виступила проти збільшення висоти Шкєлетора, мотивуючи це тим, що хмарочос знаходиться в безпосередній близькості до центру міста, а збільшення його висоти зробить його видимим із старовинних історичних об'єктів, в тому числі занесених до списку світової спадщини ЮНЕСКО.
13 січня 2009 місцевою владою було погоджено збільшення висоти будівлі до 102,5 метрів. Було розроблена два варіанти добудови Шкєлетора. Згідно першого у будівлі було передбачено розміщення квартир, готелю та офісних приміщень. У верхній частині повинні були знаходитись торгові галереї або кафе — місце, доступне для всіх, хто бажає з висоти понад 100 метрів оглянути місто та гори. Передбачалось, що прилегла територія буде забудована нижчими будівлями - до 25 метрів у висоту, в яких повинні були б знаходитись квартири, готель, офіси, виставковий центр, заклади побуту та магазини.
Інший проект, розроблений студією «DDJM» та представлений в кінці 2011 року передбачав збільшення висоти Шкєлетору до 102,5 м та спорудження біля нього кількох малоповерхових будівель. Оновлений об'єкт повинен був включати офіси та готель, ресторан на двох верхніх поверхах, а також виставку та концертну площі.
12 грудня 2011 Окружний адміністративний суд у Кракові скасував дозвіл на реконструкцію Шкєлетора, в якому були виявлені правові помилки. Своє рішення він мотивував відсутністю у «Treimorfa Project» затвердженого плану зонування прилеглої території. Рішенням суду на інвестора також було накладено штраф розміром приблизно 20 млн. злотих за те, що він не закінчив будівництво в строки згідно інвестиційного договору.
10 липня 2013 план зонування території, на якій розташований Шкєлетор, був затверджений, що дозволило завершити будівництво. Будівельні роботи розпочались у 2014 році. Проте вже в липні того ж року вони були зупинені на вимогу двох мешканців сусідніх будинків. Їхні претензії зводились до того, що надбудова Шкєлетора затінить їхні будинки (згідно польського законодавства будівля повинна бути освітлена сонцем щонайменше 1,5 год./день).
Будівля здана в експлуатацію в жовтні 2020 року. Будівництво було завершено через 45 років.